# Anonymous (香取慎吾の曲)
『Anonymous』（アノニマス）は、香取慎吾とWONKとのコラボ楽曲。2021年2月1日にワーナーミュージック・ジャパンから配信開始され、同年5月19日にCD+DVDが発売された。

## 概要
表題曲は、香取が主演を務めたテレビ東京系列 ドラマプレミア10『アノニマス〜警視庁“指殺人”対策室〜』の主題歌。
初回放送のドラマのエンディングで、オンエアされた楽曲は、主題歌「Anonymous」とだけ書かれていてアーティスト名は塗りつぶされ明らかにされていなかったが、第2話放送となる2月1日の AM0:00にオフィシャルHPや本人SNSが更新され、香取慎吾が主題歌をつとめていることが判明し、サプライズ配信された。
同年3月12日、ファン待望の円盤緊急リリースが決定され、5月19日発売となった。CD+DVDの39,000枚限定発売な形式になっており、DVDではYouTubeで公開されているMVとは別バージョンとなり、ここでしか見る事ができない映像となっている。さらにWONKと香取慎吾とのトーク、「Special Talking」が収録されている。
香取の新曲は、昨年1月1日にリリースし、オリコン週間アルバムランキング1位を獲得したアルバム『20200101』以来1年1ヶ月ぶり。同作にも参加していた4人組バンド・WONKとの共作で、英語詞をメインとした洋楽的なアプローチのエモーショナルな楽曲となっており、歌詞には「暗闇の世界から光が見える」とのメッセージが込められている。

## 収録曲

### 配信
1. Anonymous（feat.WONK） [3:19]
  - 作詞・作曲：WONK、Shingo
  - 香取慎吾主演 テレビ東京系 ドラマプレミア10『アノニマス〜警視庁“指殺人”対策室〜』主題歌

### CD+DVD

#### CD
1. Anonymous（feat.WONK）
作詞・作曲：WONK、Shingo
  - 香取慎吾主演 テレビ東京系 ドラマプレミア10『アノニマス〜警視庁“指殺人”対策室〜』主題歌
2. Anonymous（feat.WONK）（Instrumental）

#### DVD
1. Anonymous（feat.WONK）（Music Video _ Limited ver.）
2. Anonymous（feat.WONK）（Lyric Video）
3. Special Talking（Shingo Katori × WONK）